# شعب علي سيف (حزم العدين)

تعديل مصدري - تعديل

شعب علي سيف محلة تابعة لقرية الاعموس، التابعة لعزلة بني على بمديرية حزم العدين إحدى مديريات محافظة إب في الجمهورية اليمنية، بلغ تعداد سكانها 83 حسب تعداد اليمن لعام 2004.